# Её Величества Нанди коннострелковый полк
Её Величества Нанди коннострелковый полк (англ. Queen Nandi Mounted Rifles), бывший Натальский коннострелковый полк (англ. Natal Mounted Rifles)) — резервный бронетанковый полк сухопутных войск Южно-Африканской Республики.

## История
Первоначальным и общепризнанным родительским подразделением Натальских конных стрелков является Королевский дурбанский рейнджерский полк (Royal Durban Rangers), которые были сформированы на собрании общественности в городе Дурбан, в отеле Boltbee’s 23 марта 1854 года.
Другие предшествующие подразделения, которые были впоследствии объединены в Натальский коннострелковый полк с 1854 года, следующие:
1. 1854—1869: Королевский дурбанский рейнджерский полк (Royal Durban Rangers)
2. 1888—1869: Викторийский коннострелковый полк (Victoria Mounted Rifles)
3. 1875—1887: Станджерский коннострелковый полк (Stanger Mounted Rifles)
4. 1865—1888: Александровский коннострелковый полк (Alexander Mounted Rifles)
5. 1878—1879: Исипингойский коннострелковый полк (Isipingo Mounted Rifles)
6. 1873—1888: Дурбанский коннострелковый полк (Durban Mounted Rifles)
7. 1884—1888: Умзимкулуйский коннострелковый полк (Umzimkulu Mounted Rifles)

### Формирование
В мае 1868 года полковой комитет Дурбанского коннострелкового полка под председательством капитана В. Х. Эддисона провел собрание, на котором обсуждался вопрос о создании Натальского коннострелкового полка. Формирование полка должно было повлечь за собой слияние четырёх добровольческих подразделений: Королевского дурбанского рейнджерского полка (1854), Викторийского коннострелкового полка (1862), Александровского коннострелкового полка (1865) и Дурбанского коннострелкового полка (1873).

### Англо-бурская война
Полк был вновь сформирован в Дурбане в феврале и марте 1901 года для участия во Второй англо-бурской войне. Первоначально он назывался 2-м натальским добровольческим сводным полком (2nd Natal Volunteer Composite Regiment), но вскоре название было изменено на Натальский коннопехотный полк (Natal Mounted Infantry). Вооружение и экипировка подразделения были предоставлены Натальским добровольческим департаментом, а лошади — Имперским ремонт-департаментом. Первый склад находился в Данди, но после смены названия подразделения он был переведён в Ньюкасл.

### Первая мировая война
В начале Первой мировой войны полк стал 3-м коннострелковым полком и был придан 8-й конной бригаде в составе Центральных сил в Югозападноафриканской кампании. 1 июля 1913 года полк был вновь объединён с Пограничным коннострелковым полком, переименован в 3-й коннострелковый полк (натальские конные стрелки) (3rd Mounted Rifles (Natal Mounted Rifles)) и переведён в состав Активных гражданских сил Союзных сил обороны.

### Вторая мировая война
В 1932 году название полка было упрощено до «Натальский коннострелковый полк» (The Natal Mounted Rifles (NMR)), а в 1934 году он был переведён в пехоту. Полк оставался конным в течение 80 лет до июля 1934 года, когда от лошадей полностью отказались и NMR был преобразован в пулемётное подразделение. В январе 1934 года полк был переформирован в механизированный разведывательный полк 6-й бронетанковой дивизии ЮАС.
Помимо кампаний, в которых участвовали различные входящие в его состав подразделения до формирования полка, натальские конные стрелки участвовали во Второй англо-бурской войне (1899—1902 гг.), подавлении восстания зулусов (1906—1907 гг.), Первой мировой войне (в частности, в Юго-Западной Африке с 1914 по 1915 гг.), Второй мировой войне (см. 1-я пехотная дивизия ЮАС, послевоенные внутренние конфликты в Южной Африке и пограничная война в Южной Африке).

### Послевоенное время
После демократических выборов 1994 года NMR прошел несколько тренировочных учений и продолжает пополнять свои ряды. В составе NMR имеется полковой оркестр и он связан с 3-м собственным Его Величества гусарским полком.
В августе 2019 года названия 52 подразделения Резервных сил были изменены, чтобы отразить разнообразную военную историю Южной Африки. Натальский коннострелковый полк (Natal Mounted Rifles) стал именоваться как Её Величества Нанди коннострелковый полк (Queen Nandi Mounted Rifles), и у них есть 3 года на разработку и внедрение новых полковых знаков отличия.

## Символика

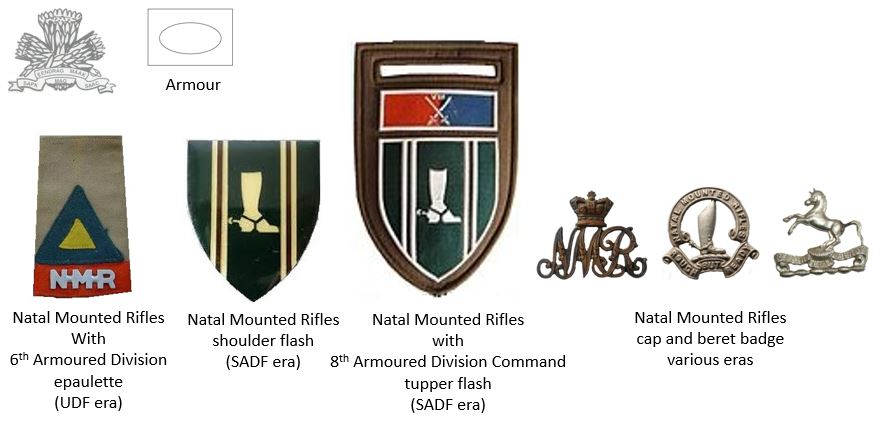
Знаки отличия полка времён ССО и ЮАСО.
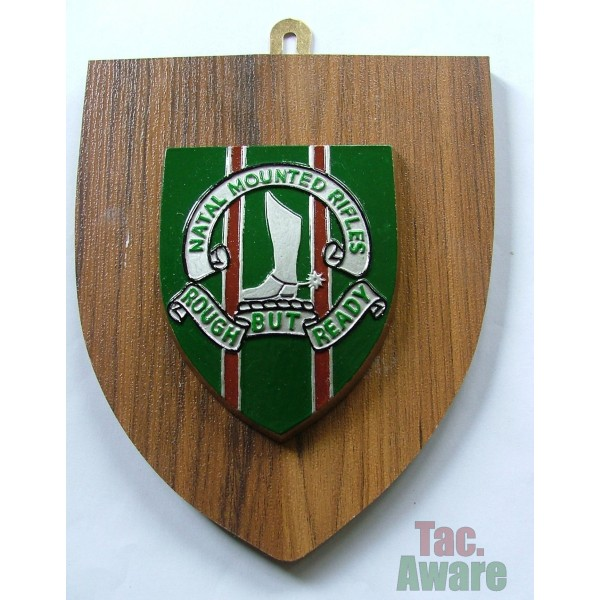
Плакетка с эмблемой NMR